# Хезелтайн, Уильям Стэнли
Уильям Стэнли Хезелтайн (англ. William Stanley Haseltine; 1835—1900) — американский художник. Представитель Дюссельдорфской школы живописи, участник школы реки Гудзон.

## Биография
Родился в Филадельфии 11 июня 1835 года в семье бизнесмена Джона Хезелтайна и его жены Элизабет, самодеятельной художницы-пейзажистки.
Сначала учился в Пенсильванском университете, затем — в Гарвардском университете, где получил степень в 1854 году.
В следующем году впервые выставил свои картины в Пенсильванской Академии изобразительных искусств, после чего отбыл в Европу, где присоединился к колонии американских художников, которые учились в Дюссельдорфе. Затем путешествовал по Рейну, был в Швейцарии и Италии. В конце 1857 года Уильям Хезелтайн поселился в Риме. Здесь провёл много экскурсий, создал многочисленные пейзажи Рима и Капри.
В 1858 году художник вернулся в Филадельфию. В конце 1859 года выставлялся в Нью-Йорке в Tenth Street Studio Building, затем — в центре американских художников-пейзажистов вместе с Фредериком Чёрчем, Альбертом Бирштадтом и Уортингтоном Уитриджем, с которыми подружился в Европе. Многие картины Хезелтайна этого времени были написаны с его европейских эскизов.
Затем он начал создавать пейзажи океанского побережья Новаой Англии, особенно каменистых берегов Наррагансетта (Род-Айленд), местечка Nahant (Массачусетс) и Маунт-Дезерт (Мэн). Точность, с которой он писал эти пейзажи, удостоились похвалы критиков, и Уильям Стэнли Хезелтайн был избран ассоциированным членом Национальной академии дизайна (в 1860 году), став её академиком в 1861 году.
В 1864 году при родах умерла его жена. Некоторое время Хезелтайн посвятил обучению живописи своего племянника — Ховарда Батлера. Затем он женился во второй раз и в 1866 году поехал с женой в Европу. Первоначально они жили в Париже, но в 1867 году переехали в Рим, который стал для художника домом до конца жизни. Здеь он создал много пейзажей, которые стали популярны у посещавших Италию американских туристов. Хезелтайн работал также во Франции, Бельгии, Нидерландах и Германии. Часто проводил лето в Баварии и Тироле. Периодически совершал поездки в США, последняя из которых состоялась в 1899 году.
Умер 3 февраля 1900 года в Риме от пневмонии. Был похоронен на кладбище Campo Cestio.
Уильям Хезелтайн Был женат на Helen Lane Haseltine (1837—1864) и Helen Marshall Haseltine (1836—1926); имел нескольких детей, из них сын Герберт стал скульптором, а дочь Милдред — художницей.
Работы художника находятся во многих американских музеях, включая Морской музей и Бруклинский музей, а также Художественный музей Принстонского университета.

Галерея работ
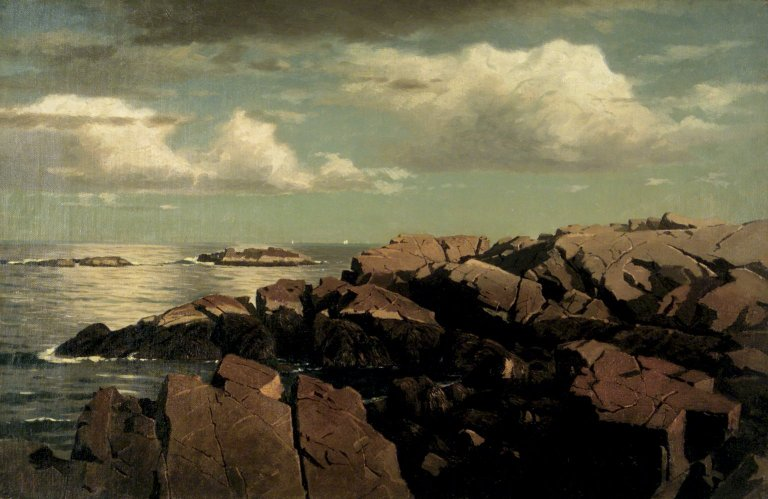
After a Shower
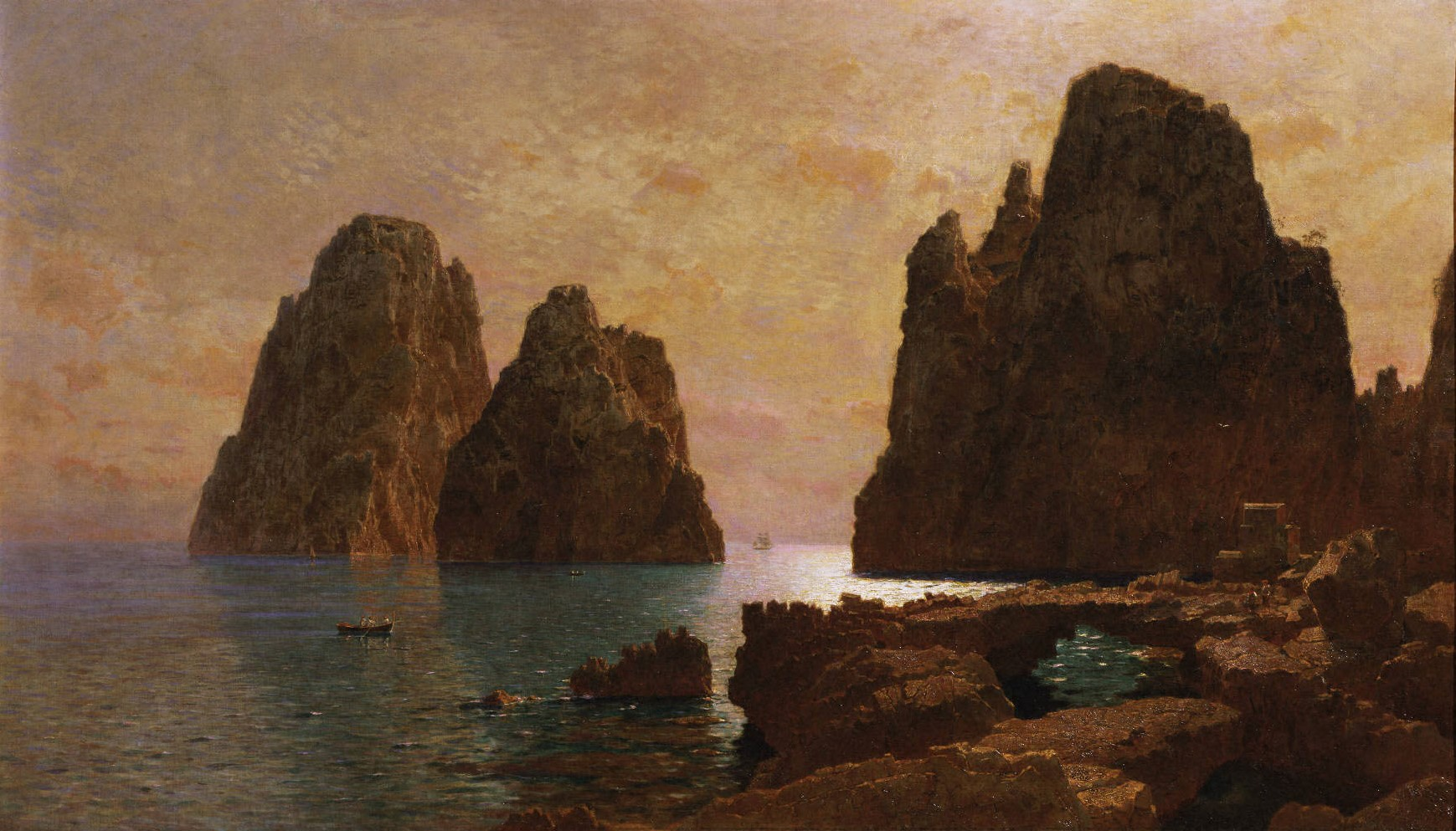
Isle of Capri: The Faraglioni
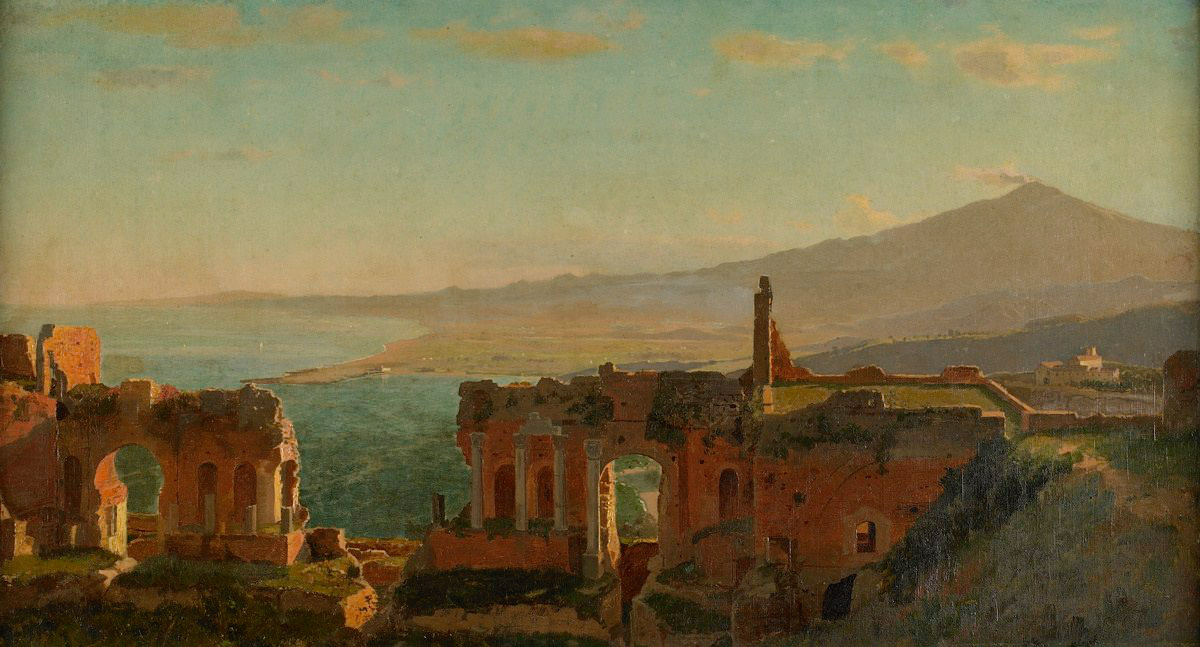
Mt. Aetna from Taormina